# Évangéliaire d'Egmond
L'Évangéliaire d'Egmond est un manuscrit enluminé contenant les évangiles provenant de l'abbaye d'Egmond aux Pays-Bas et daté des IXe et Xe siècles. Il contient les plus anciennes miniatures représentant des personnages et bâtiments néerlandais et constitue l'un des trésors religieux les plus anciens des Pays-Bas. Il est actuellement conservé à la Bibliothèque royale à la Haye (76 F 1).

## Historique

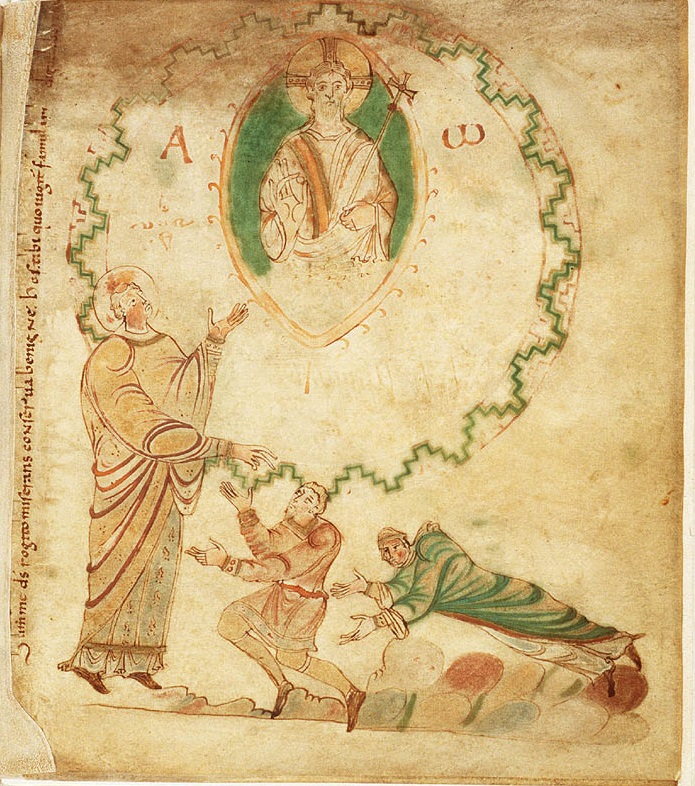
Thierre et Hildegarde en prière devant saint Adalbert, f.215r.

Le texte du manuscrit a été rédigé vers 850-875 dans un scriptorium sans doute situé à Reims, d'après les caractéristiques de l'écriture utilisée. Il a probablement été décoré quelques années plus tard, aux alentours des années 900, dans une région un peu plus occidentale, d'après le style des enluminures qui se rapproche du style franco-saxon. Vers 975, l'ouvrage appartient à Thierry II de Frise occidentale, comte de Hollande, qui fait ajouter une reliure luxueuse faite d'or et de pierres précieuses. Il en fait don à l'abbaye d'Egmond à l'occasion de la bénédiction de la nouvelle abbatiale qu'il a contribué à financer. À cette occasion, il fait ajouter également deux miniatures en vis-à-vis : la première à gauche (f.214v) le représente avec sa femme Hildegarde déposant le manuscrit sur un autel, la seconde à droite (f.215r) représente le couple agenouillé en prière devant saint Adalbert, patron de l'abbaye et intercédant avec le Christ en gloire, au-dessus d'eux. 
Le manuscrit reste à l'abbaye jusqu'à sa destruction au XVIe siècle. Le manuscrit est alors transféré à Haarlem puis à Cologne. C'est sans doute à cette époque, vers 1571-1574, qu'il perd sa reliure. Il est acquis auprès de l'Église vieille-catholique d'Utrecht en 1830 par le Gouvernement néerlandais et depuis conservé à la bibliothèque royale des Pays-Bas.

## Description
Le texte de l'ouvrage, conforme à la Vulgate est composé d'une introduction (f.1-6) contenant de manière classique la lettre de Jérôme au pape Damase, le commentaire de Jérôme sur l'évangile de Matthieu puis la lettre d'Eusèbe à Carpianus. Leur succèdent l'évangile de Matthieu (f.7-66), de Marc (f.67-99), de Luc (f.100-156) et de Jean (f.157-199) pour s'achever par la liste des péricopes (f.200-213).
Le manuscrit contient 10 miniatures : outre les deux miniatures de dédicaces, se trouvent les quatre portraits des évangélistes accompagnés en vis-à-vis de leur symbole respectifs. Huit pages sont décorés de lettrines constituant les incipits de chaque évangiles, répartis sur deux pages chacun. Enfin, l'ouvrage contient 12 pages de canons de concordances (f.10v-16v). 

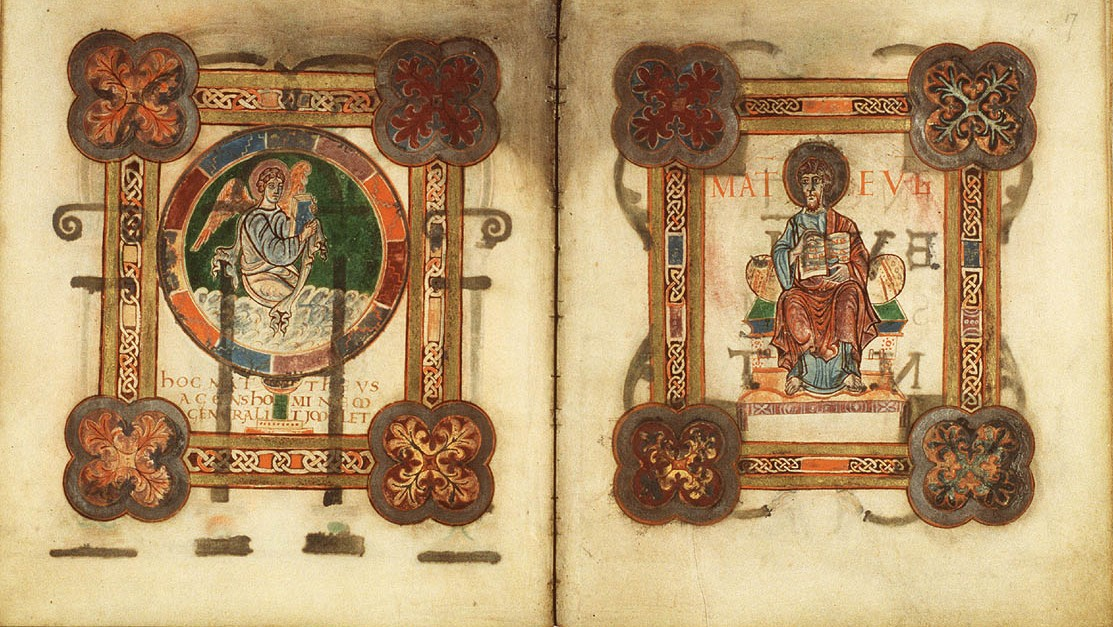
Symbole et portrait de saint Matthieu, f.16v-17r
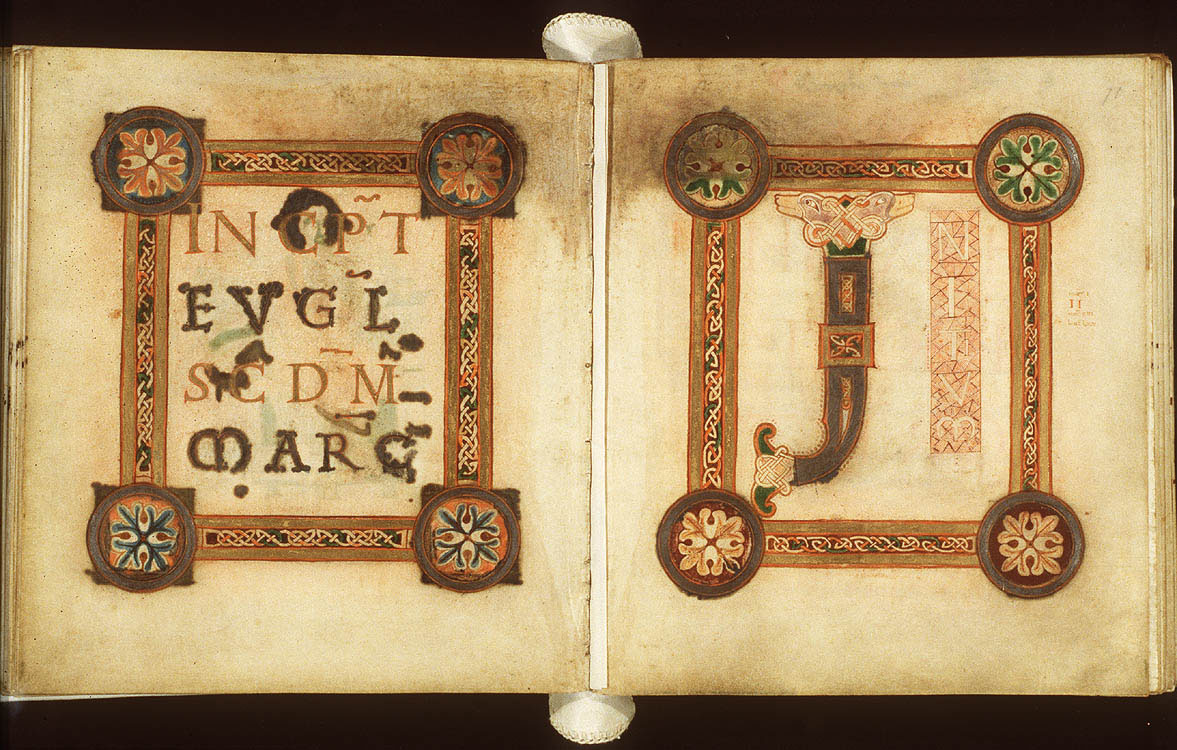
Incipit de saint Marc, f.70v-71r